# 39405 Mosigkau
39405 Mosigkau este o planetă minoră (asteroid), cu un diametru de 14,571 km, din centura de asteroizi. A fost descoperită pe 25 martie 1971 la Observatorul Palomar de Cornelis Johannes van Houten și a fost numită după Schloss Mosigkau⁠(d). 
Obiectul prezintă o orbită caracterizată de o semiaxă mare de 3,9601964 UAi, o excentricitate de 0,22, o înclinație de 1,75227 ° în raport cu ecliptica.